# Pentax MX
Pentax MX — малоформатный однообъективный зеркальный фотоаппарат, выпускавшийся японской фирмой Asahi с 1976 по 1985 год в чёрном и чёрно-серебристом исполнении. Вплоть до выпуска Pentax LX эта камера была флагманской моделью в линейке малоформатных фотоаппаратов Pentax. Кроме того, камера была разработана, как неавтоматическая версия Pentax ME с электромеханическим затвором и экспозиционной автоматикой.

## Особенности конструкции

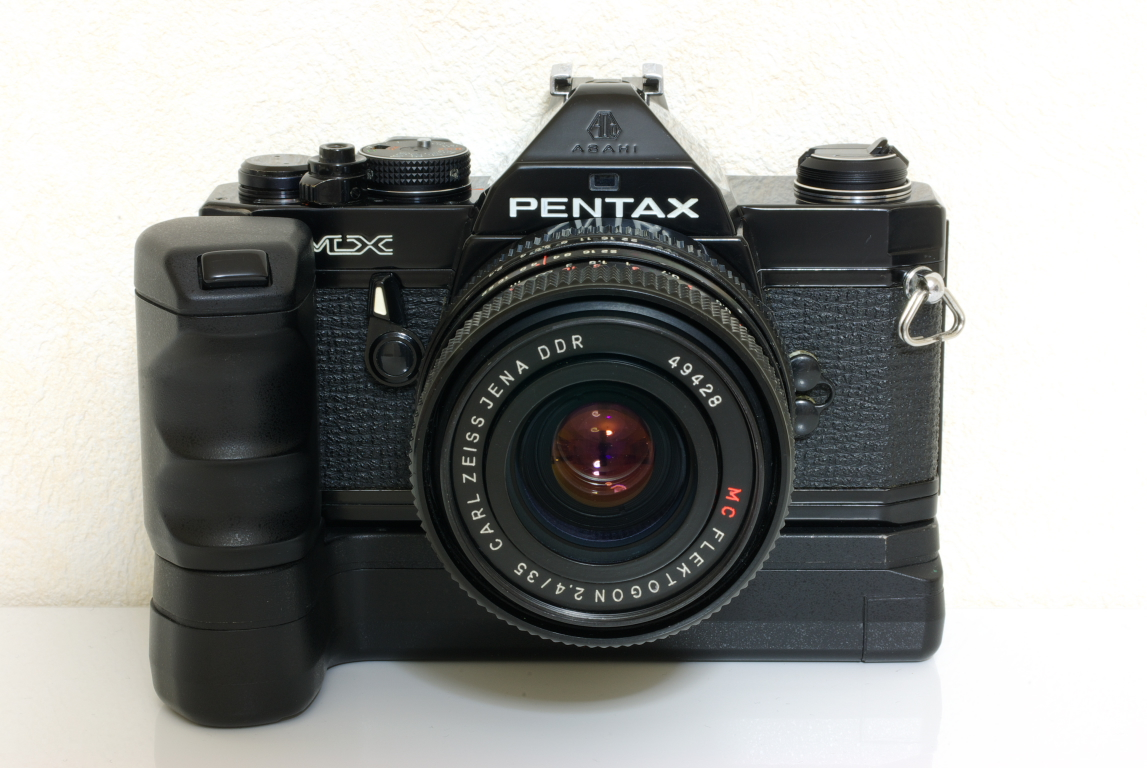
Pentax MX с вайндером «Winder MX»
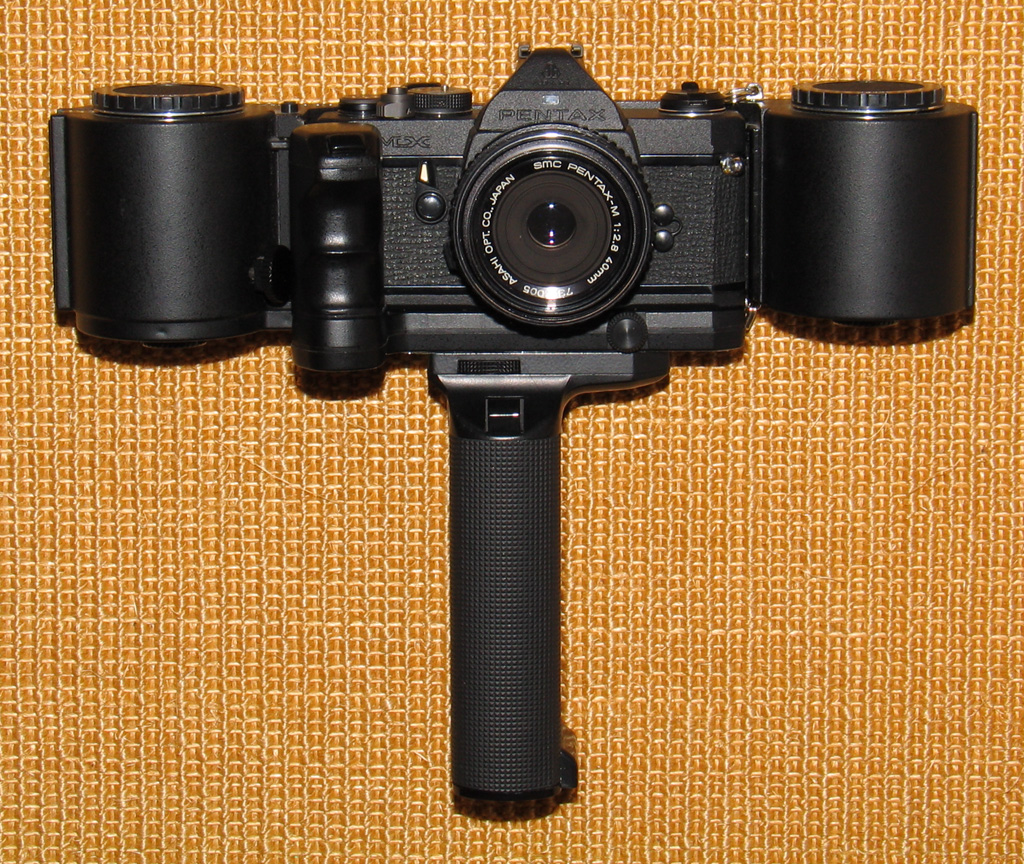
Pentax MX с вайндером «Motor Drive MX», батарейной ручкой «Battery Grip M» и задником с катушками плёнки на 250 кадров.
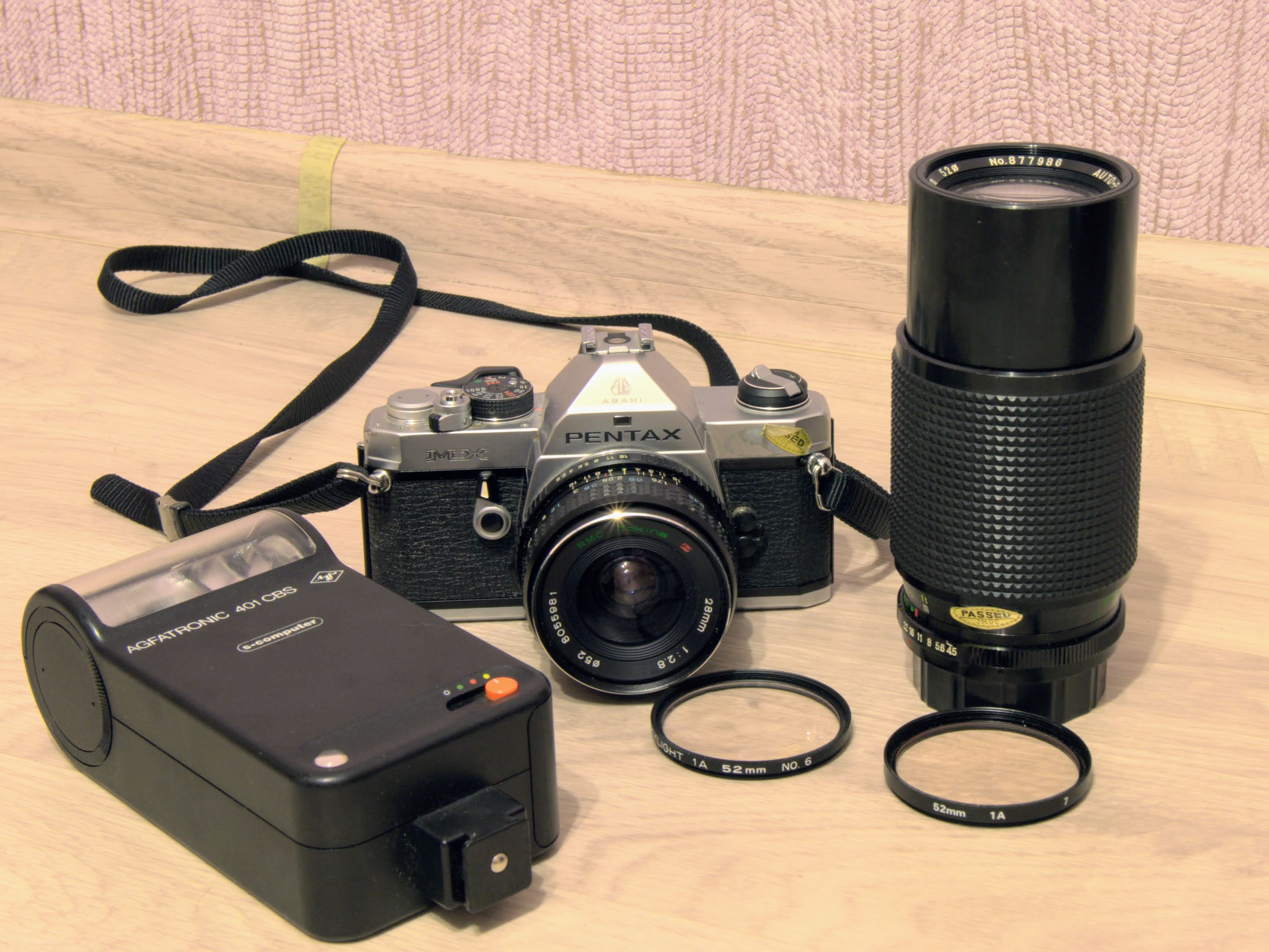
Pentax MX + Tokina 28 mm
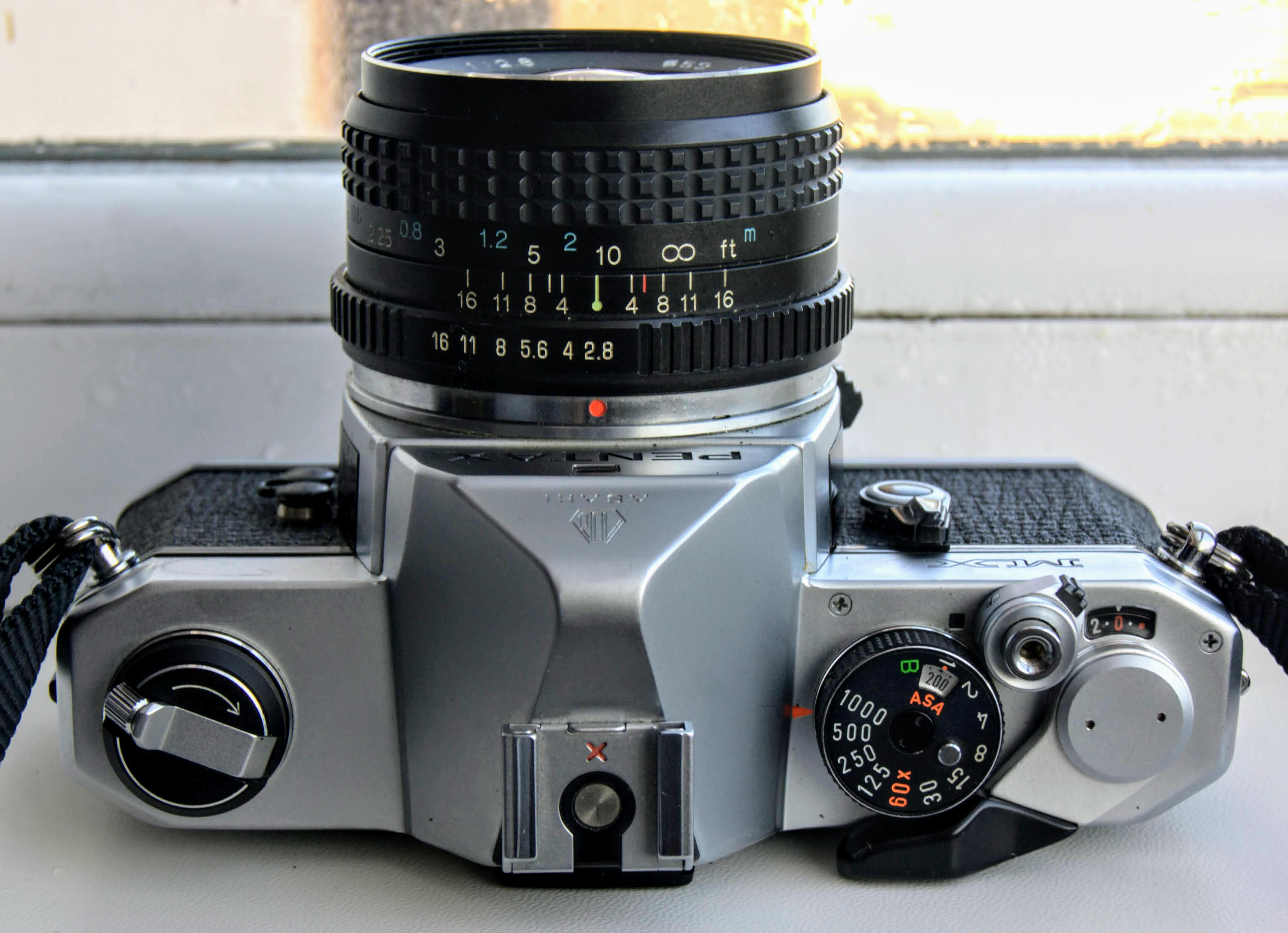
Верхняя панель Pentax MX
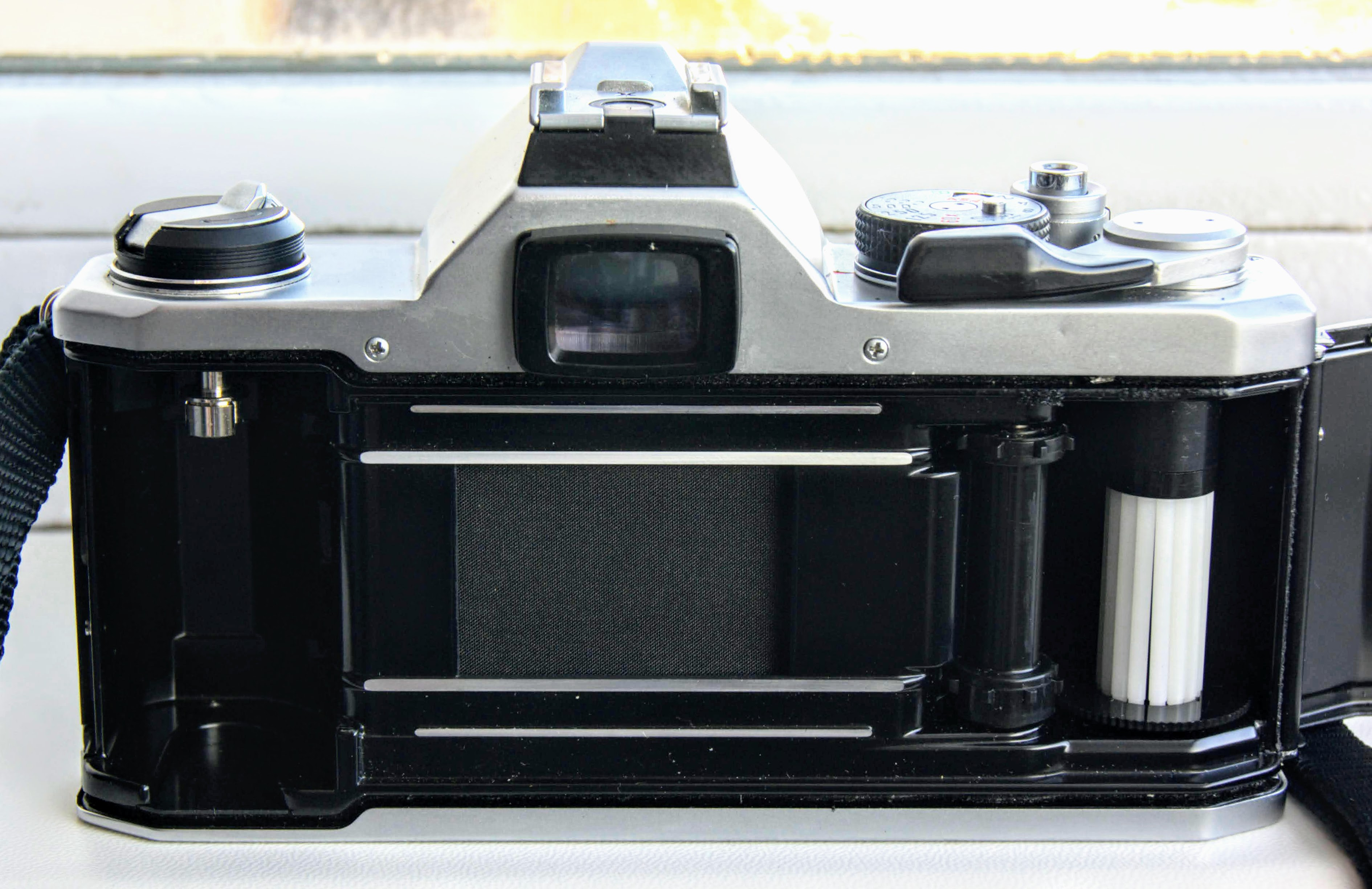
Внутренняя часть Pentax MX

Pentax MX отличался надёжной, полностью механической конструкцией (включая механический затвор). Элементы питания были необходимы только для работы встроенного экспонометра. Управление экспозицией было полуавтоматическим с ручной установкой обоих параметров, а автоматических режимов (с приоритетом выдержки или диафрагмы) предусмотрено не было. Камера имела репетир диафрагмы. MX совместим со всеми неавтофокусными объективами с байонетом K (за исключением серий FA-J и DA, не имеющих кольца диафрагмы). Для камеры выпускались различные аксессуары. Например, задник, впечатывающий дату в кадр, сменные фокусировочные экраны, несколько видов устройств для перемотки плёнки и прочее.